# دنیل لیسنکو
دنیل لیسنکو (روسی: Данил Сергеевич Лысенко؛ زادهٔ ۱۹ مهٔ ۱۹۹۷) ورزشکار پرش ارتفاع اهل روسیه است.